# 今井信郎
今井 信郎（いまい のぶお、天保12年10月2日（1841年12月2日） - 大正7年（1918年）6月25日）は、江戸時代末期（幕末）から明治初期の武士（幕臣）、佐幕活動家、警察官、教育者、農事指導者、キリスト教活動家、政治家。

## 略歴
今井は江戸に育ち、安政5年（1858年）、18歳で直心影流剣術の榊原健吉道場に入門、免許取得後講武所の師範代の任に就いた。慶応3年（1867年）5月、京都見廻組への入隊を拝命、同年11月15日に発生した近江屋事件に関わった。戊辰戦争では衝鋒隊副隊長として各地を転戦し、箱館戦争まで戦った。明治3年（1870年）2月、近江屋事件の件で嫌疑をかけられ、身柄を刑部省の伝馬町牢舎へ移され取り調べを受けた。今井は、龍馬暗殺の詳細を証言、自分は見張り役として参加し手は出していないことを語った。同年9月、禁固刑二ヶ年の判決を受け、静岡伝馬町で謹慎後、明治5年（1872年）1月に赦免された。
今井は静岡を生活の基盤にし、駿府城の跡地を入手、学校の経営を始めた。農業実習から兵事訓練にいたるまで広範に教授した。しかし、新政府にかつての履歴を危惧され、学校は後に無償で兵営用地として明け渡された。明治8年（1875年）、静岡県に出仕し、翌9年、静岡県の所轄下の八丈島へ赴任した。八丈島で教壇に立つ職員に、自らの理想や理念を伝えた。在島期間1年2ヶ月あまりだが、大賀郷小学校、樫立小学校が開設された。『八丈島誌』の「島の教育通史」のなかで、「静岡県吏今井信郎氏が来島、学制の改革を行い、教員を啓蒙し学校教育を進展させた」と、今井の功績を称賛している。
明治11年（1878年）、大井川南方の牧ノ原一帯の開墾地域である旧榛原郡初倉村（現・静岡県島田市）に入植、農耕生活に移行するとともに、キリスト教に帰依した。島田へのキリスト教伝来は明治20年（1887年）とされており、カナダ人宣教師のF.A.カシディが、島田町長らの歓迎のもと、静岡教会から島田在住の信者宅を訪問したことがその起点となった。今井の洗礼時期は不明だが、日本メソジスト教会監督の平岩愃保から洗礼を受けている。
明治14年（1881年）、信仰生活を送るかたわら、農事改良を推進するため榛原郡農事会会長に就任した。明治28年（1895年）、榛原郡農会と改称されたが、明治34年（1901年）までの20年間、会長職を勤めた。明治34年（1901年）、学務委員就任、入植地の初倉尋常小学校の教育に関わった。明治22年（1889年）より3回、村会議員に当選、明治39年（1906年）から3年間、初倉村長を勤めた。

## 生涯

### 幼少期
今井信郎為忠の先祖は、徳川氏に従って三河より移住した譜代の旗本の出で、本家は本郷春木町にあった。祖父武左衛門の代に分家して一家をたて、本郷の前田邸近くに住み、軍学指南をしていたが、武左衛門は早世、その娘に養子を迎えて跡を継がせた。今井信郎は、天保12年10月2日（1841年12月2日）江戸本郷湯島天神下（現東京都文京区湯島）で、幕臣今井守胤（文化5年（1808年） - 明治4年（1907年）10月26日）の長男として生まれた。
嘉永3年（1850年）、10歳で元服して為忠と名乗る。この年より湯島の聖堂に出仕し、和漢や絵画などを学んだ。嘉永、安政と世の中が騒がしくなるにつれ、文事を捨て、武芸に専念するようになった。安政5年（1858年）、18歳の時、下谷車坂の直心影流榊原健吉の門に入った。榊原は講武所の教授も兼任しており、「術は講武所第一の達人」と同時代の史料に記録されるほどの卓越した技量を持っていた。榊原の指導のもと、今井の技量は冴え、僅か3年の修業で免許の腕前となり、講武所の師範代の任に就いている。
「今井は、武芸を始めてから、剣術だけでなく、槍、弓、馬術、柔術、水練、なんでも20種類とか30種類習った、武芸だけはよく出来たようです」信郎姉、森けい氏談。「親父が亡くなる前、ずいぶん痩せたなと思って、骨と皮だけの腕に、自分の腕を比べてみると、それでも自分の腕の2倍ほどあった。浅草観音の新門辰五郎が奉納した額に、父の竹刀が掲げてあった、その額には、榊原門下の第二位に父の名が出ていた」信郎次男、今井信夫氏談。「父は五尺六七寸位あった。骨太で、実に頑丈な体をしていた。柔術の稽古をしている頃は、各所の道場を廻り、粥をすすりながら稽古をしたそうです。当時、番町に駒井但馬守とゆう槍術の師範がいて、その未亡人にあったところ、ある年の正月、あなたのお父さんがたいそう酔ってみえて、稽古をつけてやるといって門人たちが目茶苦茶に打ちのめされた、実に困ったと話されたことがある」信郎三男、今井健彦氏談。
今井のもっとも得意としたのは、独自の修練により編み出した「片手打ち」、猛烈極まるものであった。水戸藩の某剣士と試合をしたとき、この一撃で相手の頭を割ったので、以来、師匠榊原から片手打ちを封じられた。元治元年（1864年）、24歳のとき、武田耕雲斎が兵を挙げた。今井は、水戸藩士と交友があった関係から嫌疑を受け、講武所を去って神奈川奉行所取締役窪田鎮章の配下に転じ、扱心流体術の指南を受け、横浜の関税係を勤役の傍ら、剣道師範に携わった。同地には先輩古屋佐久左衛門がおり、歩兵頭として英国の赤隊に模した操練をさかんにやっていた。今井は、ここで古屋と莫逆の交わりを結んだ。甲州天野家の女いわを娶ったのも古屋の媒酌だった。

### 佐幕活動
慶応2年（1866年）の春、岩鼻代官所から招聘され1ヵ年の契約で赴任、剣道師範に携わっていたが、翌年の慶応3年（1867年）5月、江戸で京都見廻組への入隊を拝命、同年10月に着京した。そして、選抜され京都見廻組与力頭となり、今出あたりに旅宿を構えていたが、その腕前はたちまち組じゅうに知られ、新選組では服部武雄、見廻組では今井信郎と並称されるようになった。今井は、京都で公務に邁進する過程で、ほどなく坂本龍馬暗殺事件に関わることになる。
慶応3年（1867年）11月15日朝、桑名藩士で見廻組の一員である渡辺吉太郎が今井の寓居を訪ねてきた。二人でなにかヒソヒソ話していたが、やがて今井は、蓑をつけ、竹の小笠をかぶり、地面に引きずるような朱鞘の長刀をさし、妻いわに「ちょっと行ってくるよ」と言い、渡辺と連れ立って出かけた。その日は朝来の曇り空で、時々しぐれ雨が寒々と降り過ぎるような天気であった。妻いわは、今井の扮装を見て、てっきり斬込みに行くものと思い、不安な思いで待っていたが、遂にその夜は帰ってこない。翌日になっても姿を見せない。殺されたものなら、誰かが知らせてくれるだろうと度胸を定めていたところ、今井は、懐ろ手をしてブラリと帰ってきた。無言のまま部屋の隅に行き、後向きになって何かコソコソしている。ソッと覗いてみると右手の包帯をとき、焼酎か何かで消毒している。「どうしてお怪我なさったのか」と訊くと、「よけいなことをきくに及ばん」と叱りつけ、ひどく不機嫌である。そのまま黙って捨てておくより外なかった。
それより二十数日後の12月9日夜、小御所会議において、薩長を後楯とする岩倉具視の強行により武断的大政変が行われた。徳川慶喜の辞職聴許と共に退官納土の内諭を下され、会桑両藩は禁門の警衛を解かれた。上下大混乱のなか、12日夜、慶喜は倉皇として二条城を退き、大阪城へ退いた。あとには幕府側の遊撃隊、新選組、見廻組、津、大垣の藩兵などが二条城に籠り、反薩長の気勢をあげた。今井も二条城に詰め、数日間自宅に帰らなかったが、ある朝早く妻いわの寝ているうちに帰ってくるなり、「これからすぐお前だけ江戸へ帰れ。早く荷拵えしろ、俺も手伝ってやる」と急ぎたて支度させた。その時、長刀と一通の褒状を妻いわに與へ「これでもって俺が坂本と中岡とを斬った。榊原先生にお目にかけてくれ。これは守護職から賜った褒状だ」といって、はじめて真相をうちあけた。
話によれば、坂本龍馬が越前の松平春嶽に会って帰って以来、見廻組で彼の身辺を監視していると、しきりに何か策謀しているらしい。捨ておいては何をするか判らない、斬ってしまえという守護職の命で、佐々木唯三郎がその衛にあたる事になった。慶応3年（1867年）11月15日、龍馬暗殺の当日、佐々木唯三郎の下には、今井信郎、渡辺吉太郎、高橋安次郎、桂早之助、土肥仲蔵、桜井大三郎の6名、連れ立って坂本の宿屋附近までやってきた。八ッ時（午後2時頃）、まず京都の与力の桂隼之介を先行させ、在宿の有無を探らせたところ、不在とのことで、一同しばらく東山辺で時をかせぎ、夜になるのを待った。五ッ時（午後8時）近く、四条大橋にさしかかった時、丁度雨はやんでいたので、佐々木は一同に命じ、蓑傘を脱いで橋下に投げ捨て、各自の袂や懐中を探って、後日の証拠となるような品を投機させた。そこで斬込み順番の籤を引くと、今井は第三番にあたったので、大不平でやりなおしを強要し、今度は第一番にあたった。
河原町三条下ル近江屋の前にくると、今井は単身先に立って、表戸を叩き、案内を乞うた。二階から取次におりてきたのは、以前雲井龍と称した相撲上がりの下僕藤吉である。これは海援隊書記長岡謙吉の僕であるが、警衛の意味をも兼ねて数日前から坂本につけてあった。今井は用意してきた手札を出し、「松代藩の者であるが才谷先生はお在宿か」と尋ねると、「一寸お待ちください」と云って藤吉は手札をもち、二階へ上がろうとする。お待ちくださいとゆうからには、在宿に決まっていると思ったので、階段を上がりかけた藤吉を、いきなり背後から抜打ちに斬り倒した。そして刀を一旦鞘におさめて、何食わぬ顔をして二階へ上がっていった。二階八畳の間には、火鉢を囲んで二人の武士が話しをしていた。どちらが坂本か、全然顔を知らないので咄嗟の機転で部屋に入るなり膝をつき、「坂本先生、しばらく」と挨拶し、左手で鯉口を切りながら膝行り寄った。坂本は、「どなたでしたかな」と言って、顔をさしよせるようにした。瞬間、今井の刀は掛声と共に鞘走って、坂本の脳天を横に拂った。右手にいた中岡は、脇差をもって立ち上がろうとした。そこを今井は立ち上がりざまに斬りつけた。中岡は脇差を抜く暇なく、鞘ごと両手で頭上に捧げるようにして受けたが、受けきれなかった。今井は、叩きつけるように数刀を浴びせ、中岡を斬り伏せた。その間に、坂本は背後にあった太刀をとり、既にヨロヨロしながら、引き返して来ようとしていた。それと見て今井は、踏み込むなり肩先から大袈裟に斬った。その時坂本は、何ともいえぬ悲惨な、泣くような悲鳴をあげたので、「この意気地なし奴」、叱咤しながら又一太刀横に拂った、坂本が提げていた刀の鞘を削り、腰のあたりに斬りつけた。部屋に入ってからほんのニ三分の間のできごとである。
「父は小太刀の名人であったという定評になっているようだが、それは何かの間違いで、いつも引きずるような長刀を好んで差していた。しかも古刀は駄目だ、新刀の重いやつに限ると言っていた。坂本を斬ったのも新刀の長いやつで、天井につかえて困ったそうだ。それを母が持って帰る時に、縦にしては籠に入らず、斜めにして持ってきたというから、よほど長かったらしい。父の右手の人差指は、第二関節から曲がったまま自由が利かなかったが、誰の過失で傷いたものか、名前は言わなかった。現場に刀の鞘を忘れてきた者がいたが、誰であるかは言わなかった」信郎三男、今井健彦氏談。
坂本龍馬と中岡慎太郎が、京都河原町三条下ル近江屋の二階で暗殺された時、現場に刺客の遺失した刀の鞘1本、および瓢亭の印のある下駄一足が残っていた。これを証拠として、下手人は次のように推定された。
一、この鞘は、新選組原田左之助のものである。たしかに見覚えがあると、証明する者がいた。
一、中岡の記憶によると、刺客が坂本を斬る時、「コナクソ」と掛聲をした。これは四国訛であり、原田左之助は伊予松山の浪人である。
一、瓢亭に問合わせたところ、印入りの下駄を新選組の者に貸した覚えがあるとのことだった。
暗殺を策謀したのは新選組、直接下手人は原田左之助という見当がついた、その頃、紀州藩公用方三浦休太郎と新選組との間に、頻繁に交渉のあるところから見て、三浦の手引きに相違ないと決定された。その後も、土佐方では新選組を坂本の敵と見なし、探索を怠らなかったが、何等確証も得られなかった。近藤勇を板橋で処刑する時にも、厳重糺問したが不得要領に終わり、当の下手人と目された原田左之助は、彰義隊に投じて銃創を受け、本所猿江町の神保伯耆守邸で死んでしまったので、手懸りが途絶えた。慶応4年（1868年）1月、鳥羽・伏見の戦いに敗れた後、今井は、江戸に戻ると、幕府陸軍の訓練を担当していた古屋佐久左衛門と共に、脱走した幕府歩兵の鎮撫に当たり、後に組織された衝鋒隊の副隊長となり、戊辰戦争においては最後の箱館戦争まで戦い抜いた。

### 捕囚
明治3年（1870年）2月21日、今井は身柄を刑部省の伝馬町牢舎へ移された。かねてからの嫌疑に加え、別に捕らえられた元新選組隊士大石鍬次郎が、「近藤勇が酒席で今井が龍馬を討ったと語っていた」、と証言したためだ。厳重な取り調べを受けた今井は、龍馬暗殺の詳細を証言した。今井は、龍馬を前年に伏見寺田屋で幕吏を射殺した刑事犯として、見廻組与力頭の佐々木只三郎らと公務で襲撃したこと、その際自分は見張り役として参加、手は出していないことを語った。
龍馬殺害について元新選組隊士の取り調べが行われたが、いずれも新選組の関与を否定した。大石鍬次郎が見廻組が実行犯であると自供したため、今井も取り調べを受け、自供することとなった。『勝海舟日記』明治2年4月15日条には松平勘太郎（松平信敏）に聞いた話として、今井が「佐々木唯三郎（只三郎）首トシテ」犯行に及んだことを自供したという記述がある。この中で勝海舟は指示したものは佐々木よりも上の人物、あるいは榎本対馬（榎本道章）か、わからないと記述している。
明治3年（1870年）9月2日、今井は禁固刑、静岡藩への引き渡しという判決を受けた。直接手を加えていないが龍馬殺害にかかわったこと、その後脱走して官軍に抵抗したことが罪状とされている。今井の証言をおさめた口上書は佐々木只三郎の指示により、佐々木、今井、渡辺吉太郎、高橋安次郎、桂隼（早）之助、土肥仲蔵、桜井大三郎の七人が近江屋に向かい、佐々木・渡辺・高橋・桂の4人が実行犯となって龍馬らを殺害したというものである。殺害の命令があった理由については、寺田屋事件の際に龍馬が同心二名を射殺したことをあげている。今井は京都見廻役小笠原長遠に命じられたとしているが、小笠原は一切関知していないとしている。
明治5年（1872年）、今井は、特赦により釈放された。その後、明治10年（1877年）、八丈島にいる頃、西南の役勃発の噂が伝わった、今井は帰国し、直ちに官職を辞すと同時に、警視局に志願、１等中警部職を拝命して抜刀隊の一員になった。今井は抜刀隊として、県下の士族を率いて鹿児島へ赴き、向こうに着けば西郷に加担し、新政府に一矢報いようとする魂胆であった。五稜郭降伏人の助命は薩摩の尽力によるところであり、今井個人としても、西郷と脈絡相通ずるものがあったからに外ならない。西郷が征韓論に破れて帰国する途中、浜松の旅宿において今井の消息をたずね、伝言を頼んで去ったという因縁もあった。しかし、鹿児島へ向かう途上、西郷隆盛戦死の報を得て、結局戦地へ到着することなく終わった。今井が子息に語った遺談によると、この時今井は「鹿児島到着後、寝返って西郷に加担しようとの計画を持っていた」という。その理由として、「西郷にひとかたならぬ恩義を感じていたから」と語った。鹿児島出戦が潰えたあと、今井は二度と再び、剣や銃を執ることはなかった。

### 初倉村時代
明治11年、静岡県榛原郡初倉村（現・静岡県島田市）に帰農、初倉村の村議及び村長を務める。横浜の横浜海岸教会でその教義を知り大いに感銘を受け自らの罪業を恥じて、その信者となり牧師平岩愃保から洗礼を受けた。後半生はクリスチャンとして矯風事業に貢献した。また、同じクリスチャンである坂本直が主宰した龍馬の法要に参加している。
明治33年（1900年）、今井は親しくしていたキリスト教伝道師結城無二三の子結城禮一郎の取材に応じ、近江屋事件への関与について語った。この内容は甲斐新聞に掲載されているが、結城が内容を飾り、誇張した形で掲載された。この証言では今井が実行犯となっている。以前の証言と異同が見られることについて菊地明は、今井が当初挙げた実行者は今井自身を除き全て鳥羽・伏見の戦いで戦死していることから、今井には渡辺篤や世良敏郎ら存命者をかばう意図があったのではないかと推測している。後に雑誌に転載されたものを見た谷干城は、中岡からの証言と異なっていることなどから今井の証言が偽物であり、「売名の手段に過ぎぬ」と度々発言している。このため当時は今井の証言が有力なものであるとは受け止められなかった。
その後、明治42年（1909年）12月17日、大阪新報記者和田天華の取材に対し、今井は以下のように供述した。
1、暗殺に非ず、幕府の命令に依り、職務を以捕縛に向、格闘したるなり。
2、新選組と関係なし。予は当時見廻組与力頭なりし。
3、彼会て伏見に於いて、同心3名を銃撃し、逸走したる間罪の為なり。
4、場所は、京都蛸薬師角、近江屋という醤油屋の二階なり。
今井は、当時の政権を握る徳川幕府の命令によって行動したということに、確呼たる信念を有していた。それを、次いで政権を握った者の前に真相を明らかにし、極刑を処されるのは愚の至である。今井が、明治3年（1870年）の法廷において、自分は単なる見張役に過ぎなかったと述べたのは自己防衛であった。殊にその口書を仔細に見ると、上司や同僚の何人にも責を及ぼさぬよう、用意周到に陳述していることが観取される。
大正5年（1916年）、今井信郎は脳卒中で倒れ、2年間の病床生活の後、大正7年（1918年）6月25日、死去した、行年78歳、法名は「隆徳院殿信慶了義居士」。妻いわは、その1年半後、大正9年（1920年）1月25日に死去した。享年77歳。法名は「最勝院殿信屋知照大姉」。東京都文京区白山の法輪山寂圓寺には、父今井守胤、妻きね、今井信郎、妻いわ、信郎長女りう、三女つるの墓碑がある。

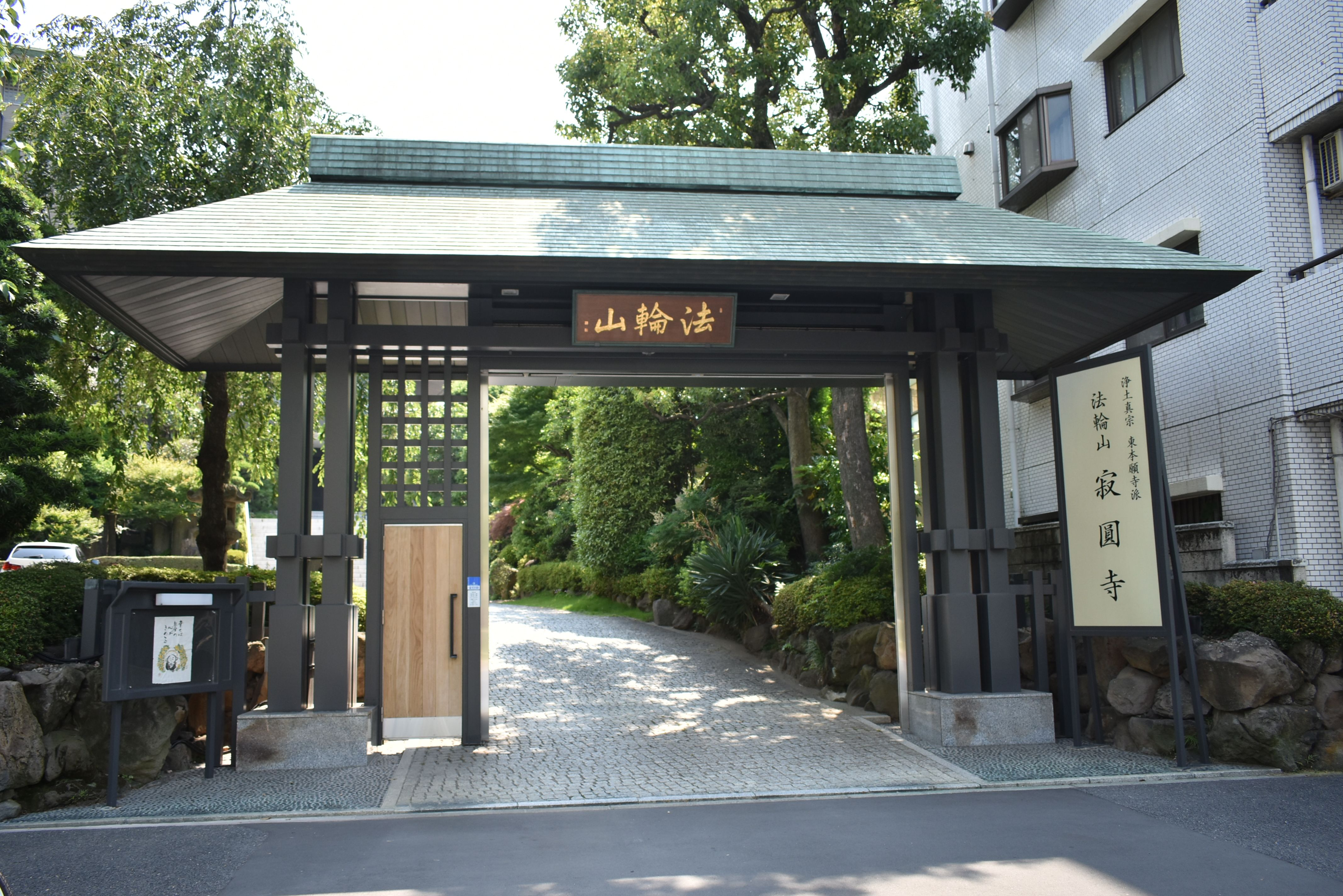
東京都文京区白山の寂圓寺（2019年6月19日撮影）
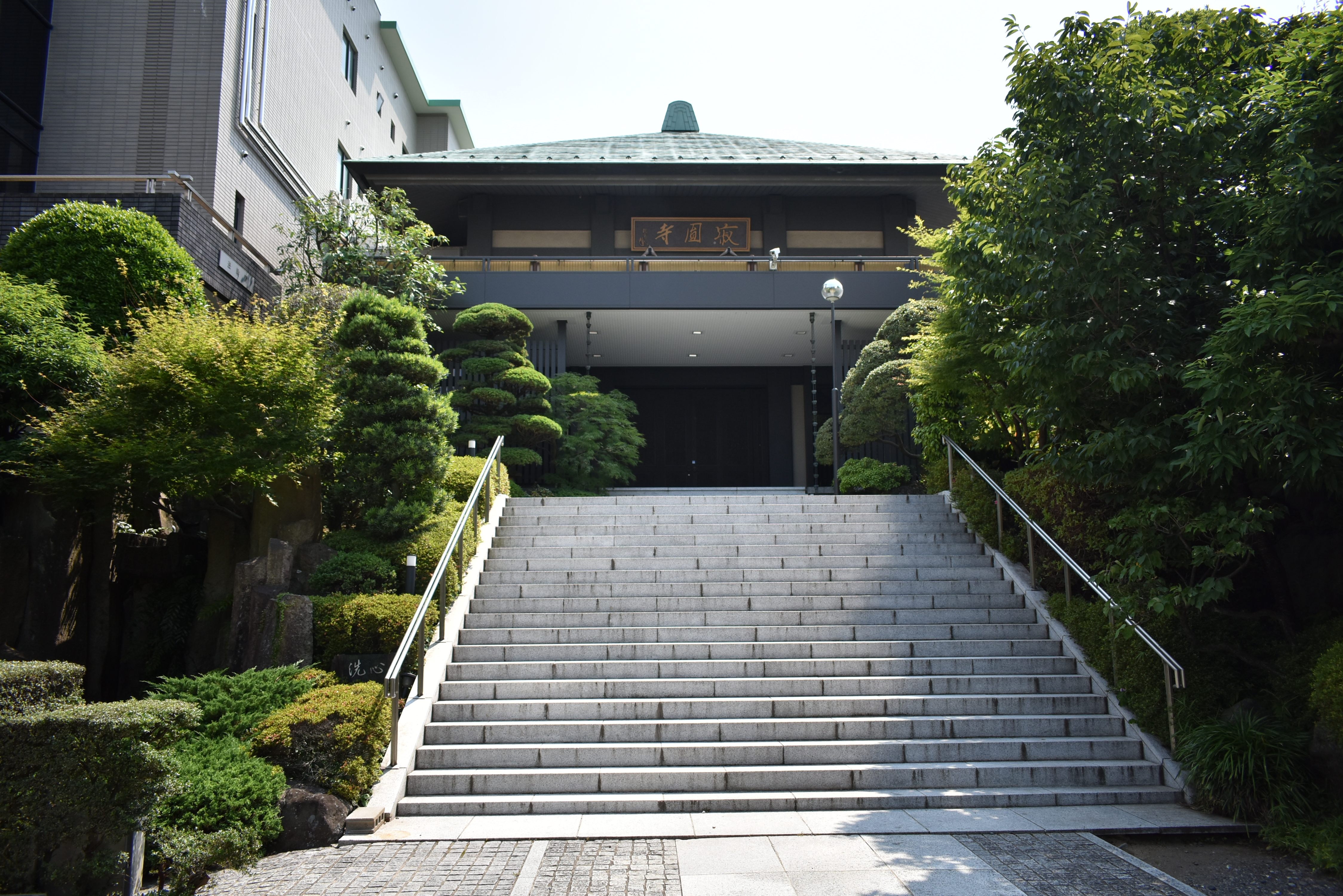
同左、寂圓寺本堂（2019年6月19日撮影）
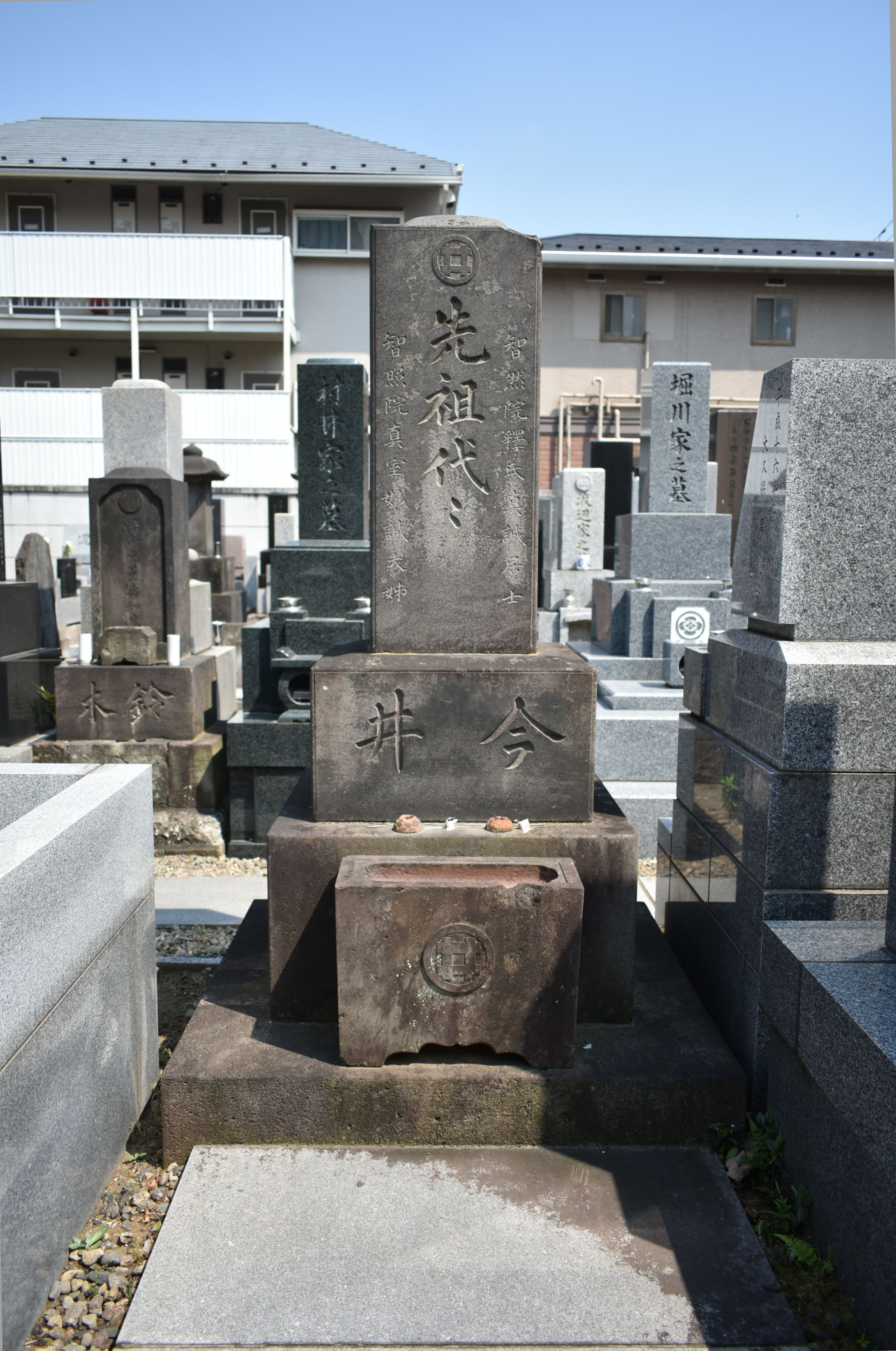
同左、今井家累代之墓碑（2019年6月19日撮影）

## 親族
- 曽祖父 : 今井長五郎（不詳-1746）、行年75歳
- 曾祖母 : 不詳（不詳-1752）
- 祖父 : 武左衛門（吉野家 不詳-1817）、行年40歳
- 祖母 : 八重（今井家 きね実母）
- 父 : 守胤（不詳 不詳-1907）、行年99歳、墓所 : 東京都文京区白山 寂圓寺
- 母 : きね（今井家 不詳-1899）、行年83歳、寂圓寺
- 姉（長女） : けい（不詳-不詳）、夫・森平吉
- 本人（長男） : 信郎（1841-1918）、行年78歳、妻・いわ（天野家 不詳-1920）、行年77歳、寂圓寺
- 弟（二男） : 永田守身（不詳-不詳）、妻不詳
- 弟（三男） : 今井信香（不詳-不詳）
- 弟（四男） : 今井省三（不詳-不詳）、妻・重（前田家）
- 長女 : りう（不詳-1953）、行年85歳 、夫・茶川東九郎、寂圓寺
- 二女 : しず（不詳-不詳）、夫・ 矢部平三郎
- 三女 : つる（不詳-1939）、 行年64歳、夫・相羽国松、寂圓寺
- 長男 : 今井克（不詳-1884）、行年8歳
- 二男 : 今井信夫（不詳-1954）、妻・幹子
- 三男 : 今井健彦（1883-1966）、妻・邦枝（山田家 1890-1948）、衆議院議員。農林参与官・商工政務次官・文部政務次官
- 四男 : 今井守武（不詳-1889）、信郎の四男、行年4歳

## 顕彰活動
- 明治10年（1877年）、幕府紅葉山奉行近藤重蔵の長男で、故あって幕末期より遠島となっていた近藤富蔵が書き残した『八丈実記』に「静岡県等十等今井信郎、八丈学校エ下サル官員規則書」と名付けられた六ヵ条の規則が記されている。今井は八丈島で教壇に立つ職員に、自らの理想や理念を詳細に伝えた[1]。
- 明治14年（1881年）、榛原郡内の農事改良を推進するため、榛原郡農事会が設立され、今井が同会の会長に就任した。明治28年（1895年）、榛原郡農会と改称されたが、今井は明治34年（1901年）まで、会長職を勤めた。郡内の16ヵ町村の農会を統率し、農作物の品評会の開催や病虫害の駆除予防、動力農具の奨励など、農事改良の為の諸策を展開した。今井の農事改良に対する姿勢が称賛され、明治43年（1910年）に大日本農会より、功績顕著と名誉賞状を下賜されている[1]。
- 明治34年（1901年）、今井は学務委員に就任、入植地である色尾地区の初倉尋常小学校の教育に関わった。同校は、明治43年と翌44年に、続けて静岡県表彰を受けた。最初は教授、訓育優良による表彰で、翌年は貧国の児童奨励活動を評価された[1]。
- 平成14年（2002年）10月20日、初倉村（現島田市初倉地域）の村議となり村長も務めた今井の入植後の業績を顕彰しようと、地元の有志が石碑を建立する活動を始めた。また、同月26、27の両日、「第14回初倉文化展今井信郎と緑の人々」で、今井翁の戦争日記や榛原郡をはじめ、自身が編纂した周辺地域の郷土史などを展示する[14]。
- 平成14年（2002年）10月26日、今井の生涯をまとめた『今井信郎風雲録 - 是非に及ばず』が出版された。著者は地元島田市の郷土史に詳しい元島田市議の塚本昭一、「竜馬斬殺と戊辰の役」その時歴史は動いた、「落日を超えて」信郎の家族たち、「魁偉と信郎の生きざま」、「栄光と残照」牧之原と最後の幕臣[15]。
- 平成14年（2002年）10月26日、今井が自ら集めた初倉周辺地域の郷土史、初倉入植前の戦争日記や入植後書き続けた退渓日記などの資料を集め、「第14回初倉文化展今井信郎と緑の人々」と題する資料展が開催された。
- 平成15年（2003年）2月23日、初倉村の村長を務めた今井が、牧之原入植後の業績を顕彰する石碑が、同市坂本の屋敷跡に建立され、今井の曾孫にあたる今井晴彦の出席のもと除幕式が行われた。石碑建立に取り組んだ有志は「屋敷跡を公園として整備したい」としている。石碑は、屋敷跡面積約3,000m2の一角に、伊予石を使い、高さは2.6m、幅は2.8mで、「今井信郎 屋敷跡」と彫られている[16]。
- 平成30年（2018年）10月10日、初倉まほろばの会（塚本昭一理事長）は、今井信郎の石像（台座含め約2.5メートル）を島田市阪本の今井信郎屋敷跡に建立、10月9日に除幕式を行った。また、同月29日には、歴史演談会「今井信郎の後半生」を初倉公民館で開催する。今井は1878年（明治11年）に初倉に移住、榛原郡農事会長などを務め、地域の発展に尽力、後世に伝えようとするもの。今後は、県外からの今井屋敷跡を訪れる人も多い、周辺の散策路の整備なども行っていく[17]。
- 平成31年（2019年）1月19日、初倉まほろばの会は、正月前後に咲く品種不明の早咲きのサクラを「イマイ桜」と名付け、繁殖に取り組んでいる。大島桜の台木を使い、接ぎ木で増やすという。大塚靖郎副理事長は「地域に農業技術を伝授した今井の思いを引き継ぎたい」と。将来は、島田市阪本の今井信郎屋敷跡や静岡空港に植えたり、東日本大震災の被災地に苗木をプレゼントする考え。塚本昭一理事長は「東北地方で育てれば3月11日にはきっと花をつける、復興のシンボルになれば」と[18]。

## 著書
- 大鳥圭介・今井信郎著『南柯紀行 北国戦争概略衝鉾隊之記』「戊辰の役 (1868-1869)」 東京 新人物往来社、1998年10月、国立国会図書館蔵書、2019年7月31日閲覧

## 系譜
今井家
```
　　　　　　　　　　　　　　　　┏森けい━━森幸平┳森隆幸
　　　　　　　　　　　　　　　　┃　　　　　　　　┗森由紀子
　　　　　　　　　　　　　　　　┃　　　　┏芥川りゅう━芥川てる
　　　　　　　　　　　　　　　　┃　　　　┣矢部しず━┳矢部慎一郎
　　　　　　　　　　　　　　　　┃　　　　┃　　　　　┣堀内今
　　　　　　　　　　　　　　　　┃　　　　┃　　　　　┣矢部とし
　　　　　　　　　　　　　　　　┃　　　　┃　　　　　┣森田俊
　　　　　　　　　　　　　　　　┃　　　　┃　　　　　┗近内忠
　　　　　　　　　　　　　　　　┃　　　　┣相羽つる
…今井長五郎…今井八重━今井きね╋今井信郎╋今井克
　　　　　　　　　　　　　　　　┃　　　　┣今井信夫━━今井初枝
　　　　　　　　　　　　　　　　┃　　　　┣今井健彦━┳長谷川節子
　　　　　　　　　　　　　　　　┃　　　　┃　　　　　┗今井幸彦━━今井晴彦
　　　　　　　　　　　　　　　　┃　　　　┗今井守武
　　　　　　　　　　　　　　　　┣永田守身
　　　　　　　　　　　　　　　　┣今井信香━今井多恵
　　　　　　　　　　　　　　　　┗今井省三┳今井守信
　　　　　　　　　　　　　　　　　　　　  ┣今井長
　　　　　　　　　　　　　　　　　　　　　┣今井武二郎
　　　　　　　　　　　　　　　　　　　　　┣今井久
　　　　　　　　　　　　　　　　　　　　　┣今井豊
　　　　　　　　　　　　　　　　　　　　　┣今井冨
　　　　　　　　　　　　　　　　　　　　　┣今井省三郎
　　　　　　　　　　　　　　　　　　　　　┗今井重雄

```

## 演じた人
- 康すおん ‐ 2001年NHKドラマ「山田風太郎 からくり事件帖-警視庁草紙より-」
- 市川亀治郎 - 龍馬伝